# RDW
RDW (eng. Red blood cell Distribution Width) predstavlja raspodjelu crvenih krvnih zrnaca (eritrocita) po obujmu.
Uobičajena veličina crvenih krvnih zrnaca je 6 – 8 μm. Kod određenih bolesti dolazi do značajnijih odstupanja u veličini obujma zrnaca. Više vrijednosti RDW-a ozačavaju veće odstupanje u veličini obujma.
Normalno odstupanje je u rasponu 10 - 15%.
Da bi se otkrio mogući uzrok anemije, RDW test se koristi uz test za prosječni obujam crvenih krvnih zrnaca MCV (eng. Mean Corpuscular Volume).
Test se uglavnom koristi da bi se odvojila anemija višestrukog uzroka od one jednostrukog.
Nedostatak vitamina B12 uzrokuje makrocitnu anemiju (anemija velikih krvnih zrnaca)s normalnom vrijednosti RDW-a.
Anemija izazvana nedostatkom željeza u početnoj fazi s raznovrsnom raspodjelom veličina crvenih krvnih zrnaca, pokazuje povišen RDW. U slučaju višestrukog uzroka anemije i nedostatka vitamina B12, pojavit će se i velika i mala crvena krvna zrnca, a RDW će biti povišen. 
Povišen RDW (crvena krvna zrnca nejednolikih veličina) zove se anizocitoza.
Referentni interval je između 9 - 15%.

## Izračun
Veličina RDW označava krivulju obujma (raspodjelu veličina obujma), a ne veličine ili promjere crvenih krvnih zrnaca.
Matematički se izračunava po formuli:
RDW = (Standardna devijacija MCV ÷ aritmetička sredina MCV) × 100.